# تفجير حافلة شاعر هنيغف

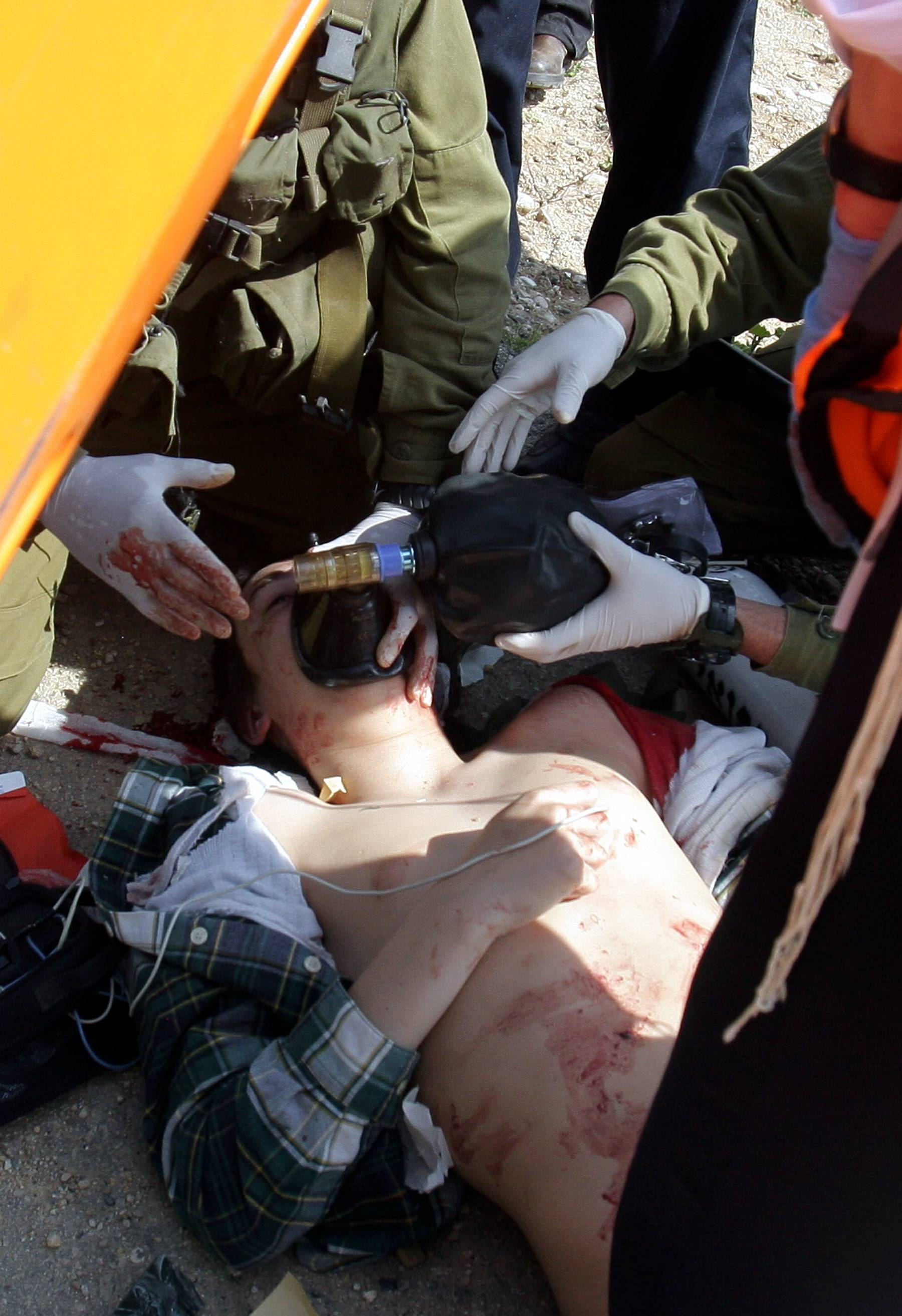
القتيل الوحيد في محاولة إسعافه

تفجير حافلة شاعر هنيغف هو هجوم صاروخي نفذته مجموعة من حركة حماس في 7 أبريل 2011، حيث قامت بإطلاق صاروخ موجه مضاد للدروع من نوع 9إم133 كورنت انطلق من قطاع غزة على الحدود مع إسرائيل، أصاب الصاروخ حافلة مدرسية مما أسفر عن مقتل إسرائيلي.
وقالت حركة حماس أن الحافلة كانت تسير على طريق تستخدمه إسرائيل في مهام عسكرية وأنه لم تكن تعلم أنها حافلة مدرسية.